# Ozola dissimilis
Ozola dissimilis är en fjärilsart som beskrevs av Edward Meyrick 1897. Ozola dissimilis ingår i släktet Ozola och familjen mätare. Inga underarter finns listade i Catalogue of Life.